# Louis Deschamps de Pas
Pour les articles homonymes, voir Louis Deschamps.
Louis Deschamps de Pas est un ingénieur des ponts et chaussées, historien et numismate français, né à Saint-Omer le 25 juin 1816, et mort dans la même ville me 1er mars 1890.

## Biographie
Louis François Joseph Deschamps de Pas appartient à une ancienne famille de province anoblie en 1425 qui a successivement établi sa résidence à Aire puis à Saint-Omer. Son grand-père, Louis Joseph Auguste Deschamps de Pas, né à Aire-sur-la-Lys le 20 décembre 1731 et décédé à Saint-Omer le 15 octobre 1811 a été échevin puis conseiller au bailliage de Saint-Omer, enfin juge après la Révolution. Son père, Maximilien Louis Joseph Deschamps de Pas (1770-1858) a été capitaine de cavalerie puis adjudant-major des gardes nationaux. Il est le neveu de Louis Auguste Deschamps de Pas. Son frère, Maximilien Louis Auguste Deschamps de Pas (1813-1870) a été dessinateur et peintre, marié à Joséphine Hermand (1828-1892) dont il a eu Charles Louis Auguste Deschamps de Pas (1856-1933) qui a été conservateur du musée Sandelin de Saint-Omer dont il a assuré l'aménagement à partir de 1899.
Louis Deschamps de Pas s'est marié le 24 novembre 1852 avec Mathilde Macquart (1823-1879), fille de Justin Macquart, dont il a eu Joseph Louis Marie Deschamps de Pas (1858-1941).
Louis Deschamps n'a pas voulu quitter Saint-Omer ce qui ne lui a pas permis d'être ingénieur en chef des ponts et chaussées. Il a pris sa retraite en 1872. En 1873, il est nommé secrétaire général de la Société des antiquaires de la Morinie.

### Ingénieur des ponts et chaussées
Louis Deschamps de Pas est reçu à École polytechnique le 1er novembre 1836. Il est admis à l'École royale des ponts et chaussées le 20 novembre 1838. Pendant les deux années d'études il est envoyé en mission à Marseille puis à Dieppe. En 1840 il est nommé ingénieur de 1re classe en résidence à Glomel dans le département des Côtes du Nord. Il est aspirant ingénieur en 1840, puis ingénieur de 2e classe le 22 août 1843. Le 12 août 1846, il est nommé en résidence à Amiens, puis à Saint-Omer le 1er octobre 1847. 

### Numismate et historien
Il a commencé une collection de médailles et de monnaies à l'âge de 17 ans. Au début de cette étude de la numismatique du moyen âge, il a été aidé par Alexandre Hermand (1801-1858), archéologue et numismate à Saint-Omer
Numismate, il a donné une première note à la Société des antiquaires de la Morinie à 17 ans publiée dans le premier tome de ses Mémoires, en 1833, dans l'article « Notices de MM. Deschamps, sur deux médailles d'argent » de Conan IV de Bretagne.

## Décoration
- Chevalier de la Légion d'honneur, le 13 août 1865[2].
- Officier d'académie, en 1869.
- Officier de l'instruction publique, en 1874.

## Membre
Louis Deschamps de Pas est membre de :
- Société des antiquaires de la Morinie dont il membre honoraire en 1833, puis secrétaire perpétuel à partir de 1873.
- Société française de numismatique, membre correspondant,
- Société des antiquaires de France dont il est nommé associé correspondant national en 1839.
- Comité des travaux historiques et scientifiques. Il a d'abord été nommé correspondant du Ministère de l'Instruction publique pour le Comité de l'histoire de France, le 4 juillet 1848, puis après la transformation du comité faite par Jules Ferry en 1881, il est nommé membre non résidant du Comité des travaux historiques et scientifiques le 31 mai 1884.
- Société des antiquaires de Picardie dont il est membre titulaire résidant en 1847, puis non résidant.
- Académie des sciences, lettres et arts d'Arras, en 1850.
- Société française d'archéologie, inspecteur divisionnaire.
- Société royale de numismatique de Belgique, membre honoraire.
- Académie des inscriptions et belles-lettres, correspondant en 1871.

## Publications

### Mémoires de la Société des antiquaires de la Morinie
- Louis Deschamps, « Notices de MM. Deschamps, sur deux médailles d'argent », Mémoires de la Société des antiquaires de la Morinie, t. 1,‎ 1833, p. 218-225 (lire en ligne)
- « Notice nécrologique et biographique sur M. Alexandre Hermand, membre titulaire, l'un des fondateurs de la Société des Antiquaires de la Morinie », Mémoires de la Société des antiquaires de la Morinie, t. 10 1re partie,‎ 1858, p. 1-24 (lire en ligne)
- Attaque de la ville de St-Omer par la porte Sainte-Croix, t. 10 1re partie, 1858 (lire en ligne), p. 117-136
- Note complémentaire sur les bas reliefs qui se trouvent au musée, t. 10 1re partie, 1858 (lire en ligne), p. 137-140
- « Notice descriptive des limites de la banlieue de Saint-Omer », Mémoires de la Société des antiquaires de la Morinie 1872-1874, t. 14,‎ 1874, p. 199-243 (lire en ligne)
- « Éloge funèbre de M. Henri de Laplane », Mémoires de la Société des antiquaires de la Morinie 1874-1876, t. 15,‎ 1876, p. 1-20 (lire en ligne)

### Autres
- « Note sur un objet gaulois, en bronze, ayant servi de sommet de casque », Comptes rendus des séances de l'Académie des Inscriptions et Belles-Lettres, t. 11,‎ 1867, p. 93-94 (lire en ligne)
- Histoire de la ville de Saint-Omer depuis ses origines jusqu'en 1870, Arras, Sueur-Charruey imprimeir-libraire-éditeur, 1880 (lire en ligne)